# Carefree
Carefree es una película musical dirigida por Mark Sandrich en 1938, protagonizada por la famosa pareja de bailarines y cantantes Fred Astaire y Ginger Rogers.
La película recibió una nominación al premio Óscar a la mejor canción original por Change Partners, canción con música de Irving Berlin que era interpretada por Fred Astaire. Finalmente la canción vencedora en esa edición fue Thanks for the memory que interpretaban Bob Hope y Shirley Ross en la película The Big Broadcast of 1938.